# Jerkcurb
 (avril 2024).
Jacob Read, connu professionnellement sous le nom de Jerkcurb, né le 27 février 1992 à Londres (Royaume-Uni), est un musicien et artiste anglais. Il a travaillé comme artiste solo et comme membre du groupe anglais Horsey (en).

## Biographie
Jacob Read est né le 27 février 1992 à Denmark Hill, dans le sud-est de Londres, de parents artistes, d'une mère américaine et d'un père anglais.  Il est juif ashkénaze par sa mère mais non pratiquant.